# 艾希施泰根
艾希施泰根是德国巴登-符腾堡州的一个市镇。总面积14.25平方公里，总人口495人，其中男性245人，女性250人（2011年12月31日），人口密度35人/平方公里。